# Чемпіонат світу з біатлону 2004
40-й чемпіонат світу з біатлону проходив у Обергофі, Німеччина, з 7 по 15 лютого 2004 року.
До програми чемпіонату входило 10 змагань із окремих дисциплін: спринту, переслідування, індивідуальної гонки, мас-старту та естафет — жіночої, чоловічої. Результати всіх гонок враховувались в залік Кубка світу з біатлону 2003–2004.

## Розклад
У таблиці приведено розклад змагань. Час подано за CET.
| Дата      | Час           | Чоловіки      | Жінки         |
| --------- | ------------- | ------------- | ------------- |
| 7 лютого  | 14:00 / 10:00 | спринт        | спринт        |
| 8 лютого  | 15:20 / 14:00 | персьют       | персьют       |
| 10 лютого | 14:21         |               | індивідуальна |
| 12 лютого | 14:20/10:00   | індивідуальна | естафета      |
| 13 лютого | 14:20         | естафета      |               |
| 14 лютого | 14:20         |               | мас-старт     |
| 15 лютого | 14:20         | мас-старт     |               |

## Медалісти та призери

### Чоловіки
| Дисципліна                 | Золото                                                   | Золото            | Срібло                                                                   | Срібло            | Бронза                                                          | Бронза            |
| Індивідуальна гонка, 20 км | Рафаель Пуаре Франція                                    | 51:37.9 (0+0+0+1) | Томаш Сікора Польща                                                      | 52:33.4 (1+0+0+0) | Уле-Ейнар Б'єрндален Норвегія                                   | 52:38.4 (1+1+0+0) |
| Спринт 10 км               | Рафаель Пуаре Франція                                    | 30:11.9 (0+0)     | Рікко Ґросс Німеччина                                                    | 30:21.0 (0+0)     | Уле-Ейнар Б'єрндален Норвегія                                   | 30:56.9 (2+0)     |
| Персьют 12,5 км            | Рікко Ґросс Німеччина                                    | 38:53.8 (1+0+0+1) | Рафаель Пуаре Франція                                                    | 39:07.1 (0+1+0+1) | Уле-Ейнар Б'єрндален Норвегія                                   | 40:10.4 (0+2+2+2) |
| Мас-старт 15 км            | Рафаель Пуаре Франція                                    | 40:31.7 (1+0+1+0) | Ларс Бергер Норвегія                                                     | 41:04.1 (2+1+2+0) | Сергій Коновалов Росія                                          | 41:07.9 (0+1+0+1) |
| Естафета 4 x 7,5 км        | Німеччина Франк Люк Рікко Ґросс Свен Фішер Міхаель Грайс | 1:17:50.3         | Норвегія Халвар Ханевольд Ларс Бергер Егіл Г'єлланд Уле-Ейнар Б'єрндален | 1:18:06.0         | Франція Ферреол Каннар Венсан Дефран Жульєн Робер Рафаель Пуаре | 1:18:23.6         |

### Жінки
| Дисципліна          | Золото                                                                                  | Золото            | Срібло                                                                         | Срібло            | Бронза                                                                | Бронза            |
| Індивідуальна 15 км | Ольга Пильова Росія                                                                     | 49:43.0 (0+0+0+1) | Альбіна Ахатова Росія                                                          | 50:24.0 (1+0+0+0) | Олена Петрова Україна                                                 | 51:24.5 (0+2+0+1) |
| Спринт 7,5 км       | Лів Ґрете Пуаре Норвегія                                                                | 25:51.0 (1+0)     | Ганна Богалій-Титовець Росія                                                   | 26:11.6 (0+0)     | Катерина Виноградова Білорусь Мартіна Глагов Німеччина                | 26:44.2 (0+0)     |
| Персьют 10 км       | Лів Ґрете Пуаре Норвегія                                                                | 37:39.3 (0+0+1+3) | Мартіна Глагов Німеччина                                                       | 38:00.6 (0+0+2+1) | Ганна Богалій-Титовець Росія                                          | 38:42.6 (1+1+3+0) |
| Мас-старт 12,5 км   | Лів Ґрете Пуаре Норвегія                                                                | 39:46.1 (0+0+2+0) | Катрін Апель Німеччина                                                         | 41:10.0 (0+0+0+2) | Сандрін Байї Франція                                                  | 41:51.8 (0+0+2+1) |
| Естафета 4 x 6 км   | Норвегія Лінда Груббен Гро Маріт Істад Крістіансен Гун Маргіт Андреасен Лів Ґрете Пуаре | 1:16:59.8         | Росія Ольга Пильова Світлана Ішмуратова Ганна Богалій-Титовець Альбіна Ахатова | 1:18:08.0         | Німеччина Мартіна Глагов Катрін Апель Сімона Хаусвальд Каті Вільгельм | 1:18:18.4         |

## Таблиця медалей
| Місце  | Країна    | Золото | Срібло | Бронза | Загалом |
| ------ | --------- | ------ | ------ | ------ | ------- |
| 1      | Норвегія  | 4      | 2      | 3      | 9       |
| 2      | Франція   | 3      | 1      | 2      | 6       |
| 3      | Німеччина | 2      | 3      | 2      | 7       |
| 4      | Росія     | 1      | 3      | 2      | 6       |
| 5      | Польща    | 0      | 1      | 0      | 1       |
| 6      | Білорусь  | 0      | 0      | 1      | 1       |
| 6      | Україна   | 0      | 0      | 1      | 1       |
| Всього | Всього    | 10     | 10     | 11     | 31      |

## Країни-учасниці
У чемпіонаті світу взяли участь біатлоністи із 36 країн.
| - Аргентина - Австралія - Австрія - Білорусь - Боснія і Герцеговина - Канада - Чилі - КНР - Хорватія | - Греція - Чехія - Естонія - Фінляндія - Франція - Німеччина - Велика Британія - Гренландія - Угорщина | - Італія - Японія - Казахстан - Латвія - Литва - Молдова - Норвегія - Польща - Румунія | - Росія - Сербія та Чорногорія - Словаччина - Словенія - Іспанія - Швеція - Швейцарія - Україна - США |